# Institutul de Tehnologie din Karlsruhe
Institutul de Tehnologie din Karlsruhe (engleză Karlsruhe Institute of Technology), prescurtat în KIT, este o universitate tehnică (membră a TU9) din Landul Baden-Württemberg și centru național de cercetare în Asociația Helmholtz. A apărut în 2009 ca o fuziune a Universității din Karlsruhe (TH) cu Centrul de Cercetare din Karlsruhe (înființat ca Kernforschungszentrum Karlsruhe GmbH (KfK)). Odată cu fuziunea celor două instituții, a fost creată cea mai mare instituție de cercetare germană.
KIT a fost din 2006 printre primele trei universități de elită din Germania, ca parte a Inițiativei de excelență a guvernului federal și Landurilor. În 2019, KIT a fost una dintre cele 10 universități din Germania care a câștigat titlul de „Universitate de excelență” în competiția succesivă a Strategiei de excelență.
La mijlocul Secolului al 19-lea a fost fondată ingineria mecanică științifică, printre altele, sub Ferdinand Redtenbacher, care a avut o influență decisivă asupra fondării altor universități tehnice, cum ar fi ETH Zurich în 1855. KIT este, de asemenea, unul dintre pionierii cercetării germane în domeniul informaticii. În semestrul de iarnă din 1969/70, de exemplu, fiind prima universitate germană care a început să instruiască informaticieni. În 1972 a fost fondată prima facultate germană de informatică. În 1984 a fost recepționat primul e-mail german (și non-american), iar în anii 1990 toate domeniile.de au fost înregistrate și administrate de aceasta facultate timp de câțiva ani. Același lucru a fost valabil pentru o scurtă perioadă de timp și pentru domeniile chinezești .cn. Termenul informatică a fost, de asemenea, introdus și inventat de profesorul Karl Steinbuch (omonimul de astăzi al Centrului Steinbuch pentru Calcul).
Institutul este situat în centrul orașului Karlsruhe (campusul de sud, campusul de est și campusul de vest) și în zona municipalității Eggenstein-Leopoldshafen din districtul Karlsruhe (campusul de nord) și formează o corporație de drept public.

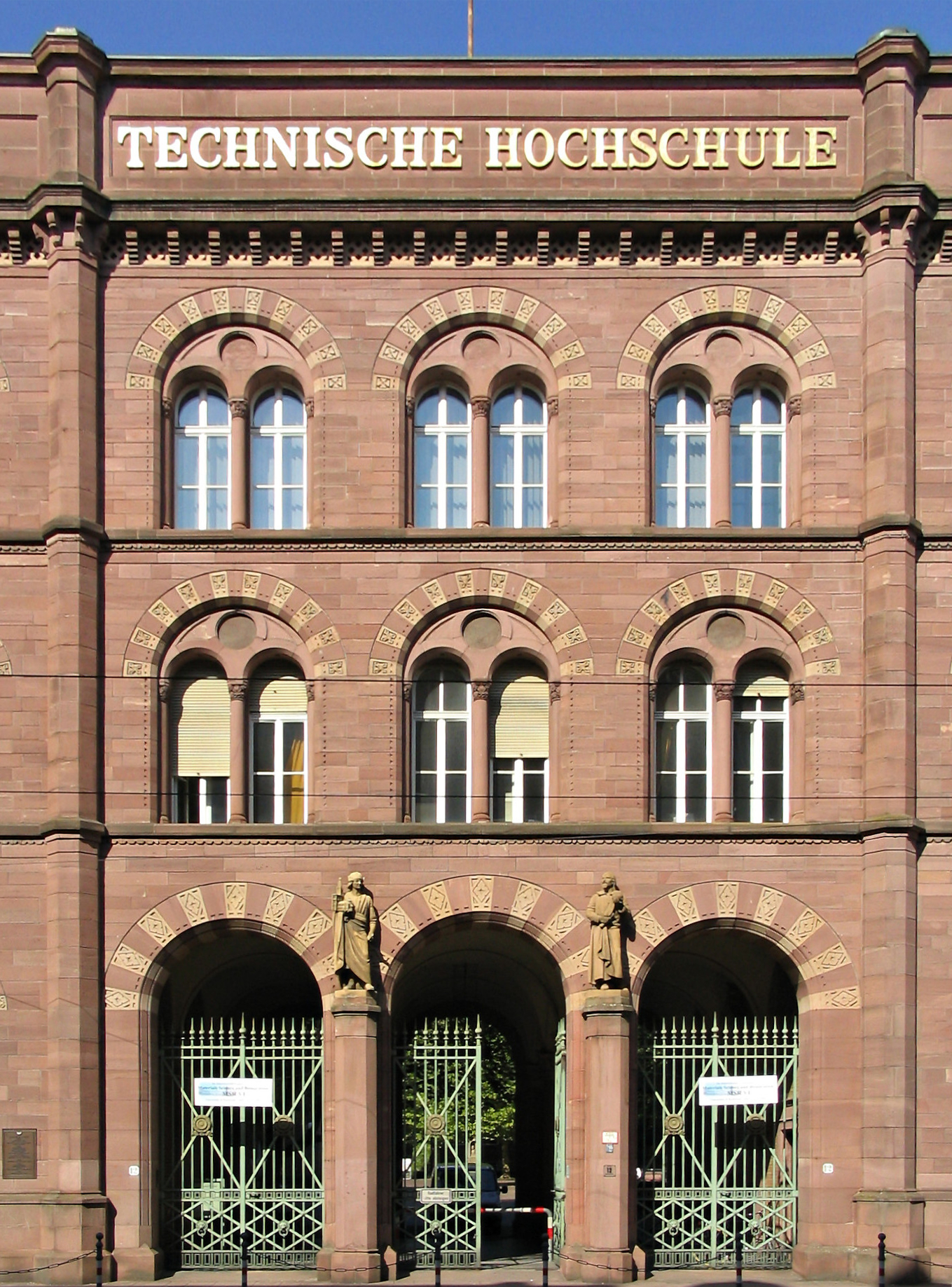
Portalul principal al Politehnicii din Karlsruhe, fondat în 1825, construit de Heinrich Hübsch

## Istorie

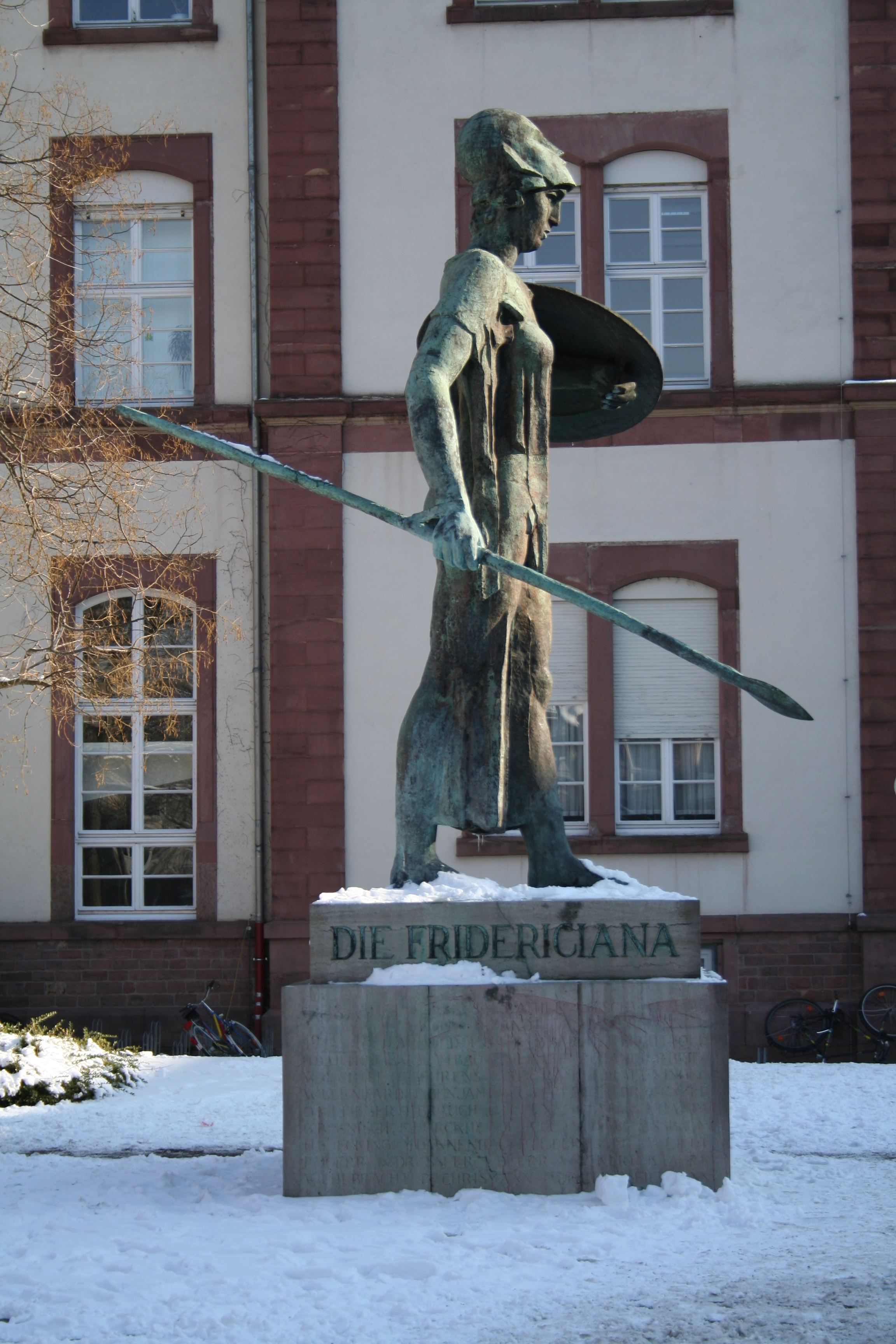
Fridericiana

Politehnica Karlsruhe a fost fondată de marele duce Ludwig von Baden la 7. Octombrie 1825 în Karlsruhe. A fost una dintre primele universități de acest gen din Germania. Universitatea a ieșit din fuziunea școlii de construcții a arhitectului Friedrich Weinbrenner, a școlii de inginerie fondată de Johann Gottfried Tulla în 1807 și a claselor de la liceului Karlsruhe. École Polytechnique din Paris a servit drept model. Din 1832 a fost atașată la înființare o școală forestieră de stat. În 1841, Karl Weltzien a primit dreptul de a preda chimie la liceul din Karlsruhe și la politehnica din Karlsruhe pentru prima dată. De asemenea, a predat și cursuri despre chimia agricolă pentru viitorii pădurari, iar în 1843 a preluat școala chimico-tehnică la Politehnică.
În 1865, Politehnica a fost trecută de Marele Duce Friedrich I. la  universitate tehnică (de la care provine porecla „Fridericiana”, introdusă în 1902). Este astfel cea mai veche universitate tehnică din actuala Republică Federală Germania. Până în 1885, însă, a continuat să fie numită „Școala Politehnică”. 1886, Heinrich Hertz a descoperit existența undelor electromagnetice în sala de curs încă și azi numita Hertz. În 1899, Universității Tehnice din Karlsruhe i s-a acordat dreptul de a acorda doctorate. În 1903, Magdalena Neff din Karlsruhe a fost prima femeie admisă la o universitate tehnică din Germania. În 1915, Irene Rosenberg a devenit prima femeie care a primit doctoratul; o stradă din campus poartă și astăzi numele ei.
În 1920, predarea universitară forestieră din Karlsruhe și cea de la Universitatea din Tübingen din Freiburg im Breisgau au fost împreunate. În 1921 a fost introdusă cetățenia onorifică și în 1923 au fost introduse drepturile senatoriale onorifice. În 1946, după o întrerupere din cauza războiului, activitatea a fost reluată cu 122 de Studenții. În decembrie 1967, Universitatea Tehnică Fridericiana a fost redenumită „Universität Karlsruhe” printr-o lege de stat corespunzătoare din Baden-Württemberg, prin care desemnarea „Universitate Tehnică” trebuia păstrată ca o cerință suplimentară de către Consiliul de Miniștri din Baden-Württemberg. Doi ani mai târziu, Universitatea din Karlsruhe a fost prima universitate germană care a început să instruiască informaticieni, iar trei ani mai târziu a fost fondată  prima facultate de informatică din Germania. În 1975, universitatea avea un nou logo conceput de Rolf Lederbogen, șeful Institutului pentru Fundamentele Proiectării de la Facultatea de Arhitectură. În 1992, cu 21.282 de studenți, s-a atins un nivel ridicat ca număr de studenți, care nu a fost depășit decât în semestrul de iarnă 2011/12.
Pentru a sublinia punctele sale forte în domeniul cercetării, Universitatea din Karlsruhe a adăugat denumirea de „Universitate de cercetare” în iulie 2005.
Denumirea „Universität Karlsruhe” rămâne protejată pentru utilizare de către KIT în îndeplinirea sarcinilor universității.

## Fuziunea universității și a centrului de cercetare

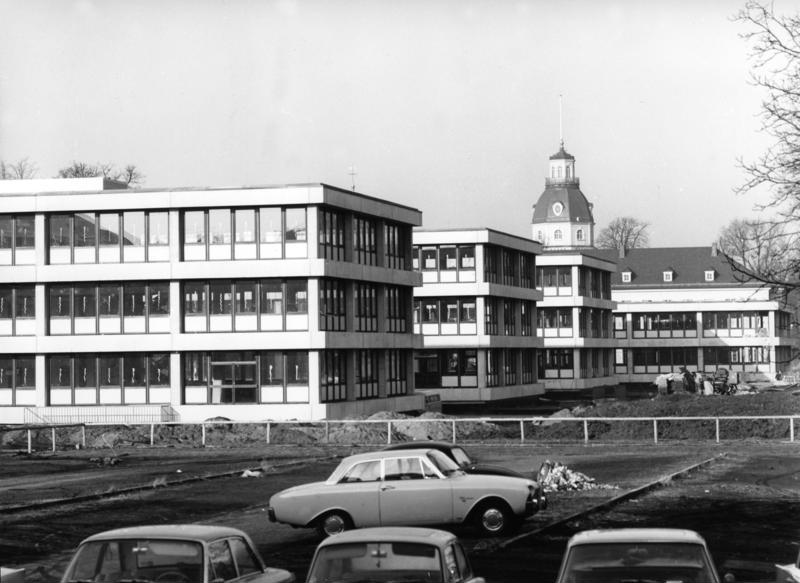
Universitätsbauten am Schlossplatz im Jahr 1967

După înființarea centrului de cercetare nucleară în 1956, colaborarea cu Universitatea din Karlsruhe s-a dezvoltat inițial sub forma unor numiri comune pentru directorii de institut ai centrului. În 1964, în centrul de cercetare nucleară a fost construit un institut pentru fizica nucleară, care a găzduit de atunci institutele de fizică nucleară ale ambelor instituții folosind o infrastructură comună. Universitatea a înființat Institutul pentru Ingineria Proceselor Nucleare pe site-ul centrului, din care a apărut ulterior Institutul pentru Tehnologia Microsistemelor. Prima fuziune a zonelor de lucru ale celor două instituții a fost realizată cu Institutul de Meteorologie și Cercetări Climatice. În 6 martie 1996, a avut loc primul proiect comun major în domeniul „calculului științific” dintre universitate și centrul de cercetare, creându-se „Centrul de calcul virtual”. Cu toate acestea, au trecut încă 8 ani până când planurile pentru o fuziune mai strânsă să fie pe deplin dezvoltate.
Cooperarea a atins un nou nivel în 1997, când unul dintre primele institute din lume de nanotehnologie (INT) a fost înființat printr-un acord de cooperare între centrul de cercetare și universitățile din Karlsruhe și Strasbourg. Sub conducerea unui director executiv cu normă întreagă, INT reunește un număr mare de grupuri de lucru formate din tineri oameni de știință, fiecare condus de un profesor extern de la Universitățile din Karlsruhe (predominant), Strasbourg, și mai târziu de la Darmstadt și de la altele universități. Dacă această soluție, potrivit căreia mai mulți profesori universitari și-au împărțit munca între cele două instituții, a fost criticată inițial în universitate, prima cerere de oferte din așa-numitele „centre de cercetare” ale Fundației Germane de Cercetare (DFG) a arătat că combinarea punctelor forte ale universității și centrului de cercetare poate duce la o poziție de top la nivel național și la competitivitate internațională.

De la începutul inițiativei de excelență a guvernului federal în ianuarie 2004, conducerea universității și a centrului de cercetare au fost de aceea de părere că cooperarea dintre cele două instituții ar putea aduce avantaje semnificative pentru ambii parteneri datorită proximității și orientării profesionale similare. Contextul a fost perspectiva unor subvenții anuale de până la 50 milioane de euro. Inițial, a fost planificată o grupare instituțională a zonelor comune de cercetare, deoarece reforma federalismului din iunie 2005 cu confirmarea suveranității statului în zona universitară nu a permis ideea cooperării instituționale între Universitatea din Karlsruhe, susținută de Landul din Baden-Württemberg și centrul federal de cercetare Karlsruhe. În pregătirile pentru participarea la inițiativa de excelență, pentru care documentele trebuiau primite până în septembrie 2005, un viitor proiect KIT care nu a fost încă specificat a fost menționat sub conducerea prorectorului Detlef Löhe. Când Universitatea din Karlsruhe a fost solicitată de DFG și Consiliul Științei să depună o cerere completă pentru inițiativa de excelență în ianuarie 2006, rectorul universității, Horst Hippler, și președintele centrului de cercetare, Manfred Popp, au decis asupra celui mai ambițios model de cooperare, în ciuda dificultăților probabile de a face din fuziunea completă a ambelor instituții subiectul viitorului concept pentru inițiativa de excelență. Ideile anterioare de a include Institutele Fraunhofer din apropiere ISI și IITB au fost aruncate din cauza dificultăților așteptate.

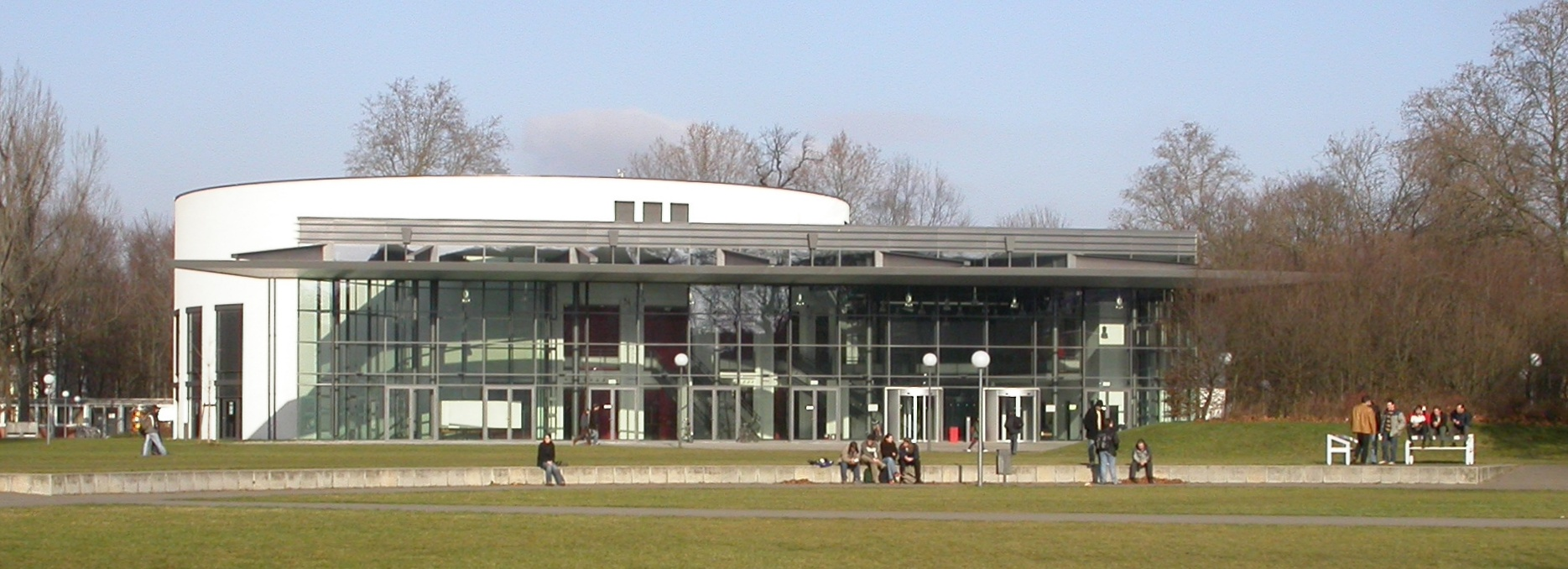
Sala Audimax a universității Karlsruhe

Institutul de Tehnologie Karlsruhe a fost fondat pe 11. În aprilie 2006, odată cu semnarea acordului fondator, a fost semnat de Horst Hippler și Dieter Ertmann din partea universității și de Manfred Popp și Sigurd Lettow pentru centrul de cercetare. KIT-ul a fost prezentat publicului și presei două săptămâni mai târziu, pe 25 aprilie 2006. „Cooperarea instituționalizată” dintre parteneri a început în Iulie 2006; Din acea zi, ambele instituții au folosit sigla KIT pe papetăria lor oficială.
La 13 octombrie 2006 a fost anunțat rezultatul primei etape a inițiativei de excelență, Universitatea din Karlsruhe fiind declarată câștigătoare împreună cu cele două universități din München (Universitatea Ludwig Maximilians din Münchenși Universitatea Tehnică din München). Acest lucru a confirmat motivația științifică a politicii de a înființa KIT și a facilitat guvernului federal, Landului și Asociației Helmholtz aprobarea ideii controversate de fuzionare a celor două instituții.
Contractul de înființare KIT ca acord intern a fost semnat în cele din urmă la 13 decembrie 2007 între Centrul de cercetare Karlsruhe și Universitatea din Karlsruhe. În cadrul acestuia, cei doi parteneri ai Instituției s-au angajat să avanseze în continuare proiectul cu scopul final al fuziunii complete a celor două instituții. Acest contract a fost sărbătorit în februarie 2008 cu o ceremonie la Centrul de Congrese Karlsruhe, la care au fost prezenți miniștrii ai guvernului federal și ai statului Baden-Württemberg.

### Denumire
Numele KIT se bazează pe Massachusetts Institute of Technology (MIT), una dintre cele mai importante universități tehnice din lume.

### Publicitate
Ca și în cazul tuturor start-up-urilor, o campanie cuprinzătoare de publicitate și informare a devenit parte a strategiei a Relațiilor publice de la KIT. Scopul a fost de a face cunoscut KIT-ul la nivel internațional și național. Au fost folosite reclame în ziare, postere și internet. Pentru deschiderea oficială pe 1 octombrie 2009 a fost produs un videoclip care a procesat cu umor numele și asemănările cu MIT.

## Defalcarea geografică
KIT-ul este situat în diferite locații din Karlsruhe și din zona înconjurătoare. Acestea sunt campusul nordic la est de Leopoldshafen (fost centru de cercetare), campusul sudic în centrul orașului Karlsruhe (fosta universitate), campusul estic în Karlsruhe-Rintheim, la nord de cimitirul principal și campusul vestic în nord-vestul orașului (vest) universitate).
O parte a Institutului pentru Meteorologie și Cercetări Climatice, care a fost operat în comun de către cei doi parteneri înainte de fuziunea pentru a forma KIT, se află în Garmisch-Partenkirchen („Campus Alpin”).

Campus Sud

Alte locații din afara zonei Karlsruhe sunt, printre altele, în Dresda și Ulm.

### Campus sud

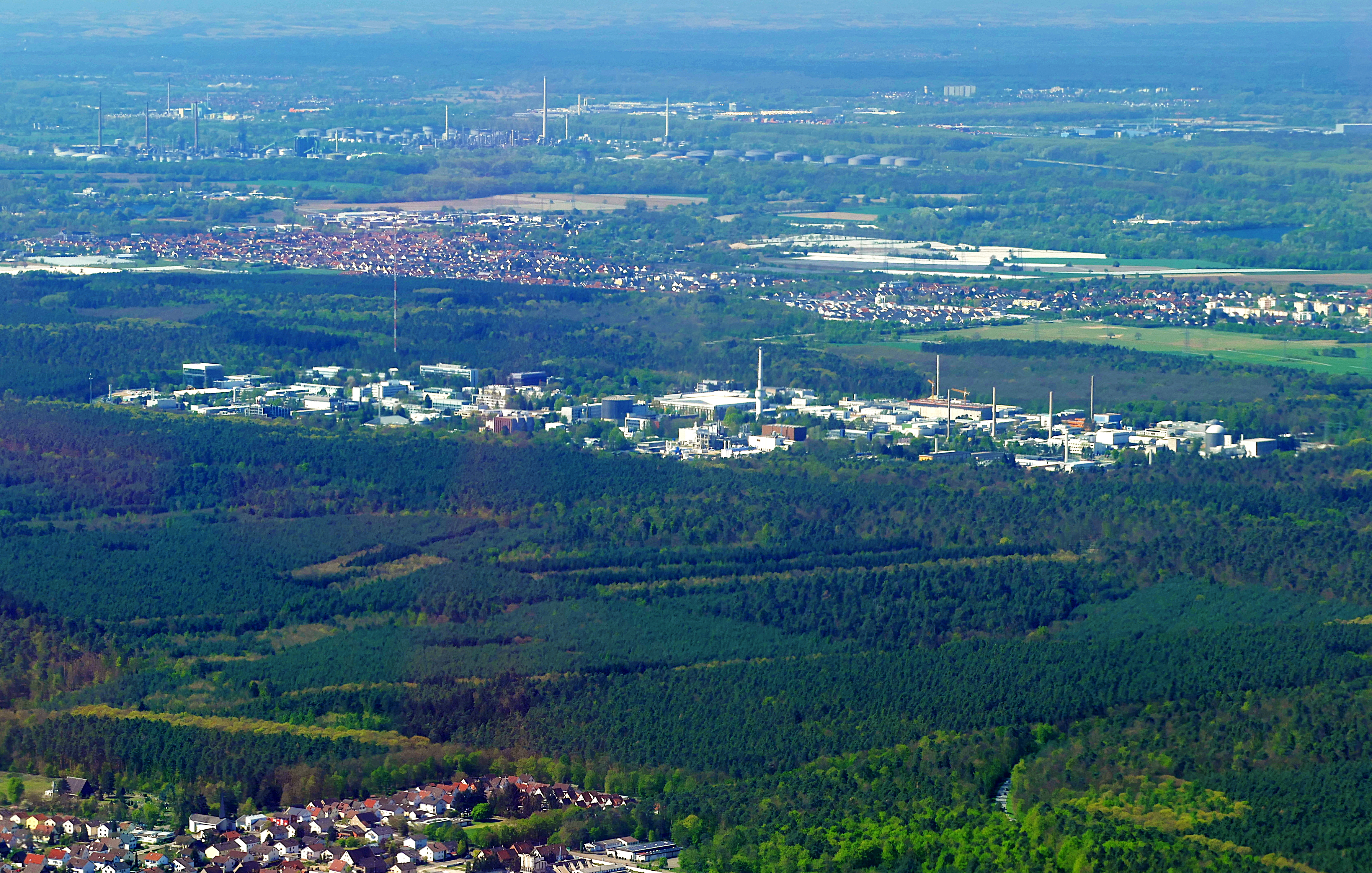
Vedere aeriană a campusului de nord al Institutului de Tehnologie Karlsruhe

Campus Sud, fosta universitate, este situat la marginea de nord a centrului orașului Karlsruhe, la est de Palatul Karlsruhe. Clădirea înaltă a Facultății de Fizică poate fi văzută de departe Etaje este cea mai înaltă clădire din campus. Alte clădiri dominante sunt facultatea de inginerie civilă, faculatea de inginerie mecanică de pe Kaiserstrasse și turnul bibliotecii de la intrarea principală. Cele patru clădiri Wiwi și centrul de date, care este păstrat în același stil arhitectural, sunt situate lângă castel. Cele mai vechi clădiri sunt grupate în jurul Ehrenhof, unde, pe lângă administrația din clădirea principală, Biroul din clădirea renovată a fostei faculatit de inginerie chimică, o parte ale facultății de inginerie mecanică din vechea clădire de inginerie mecanică și, de asemenea, sala de curs-Tulla, în clădirea Tulla unde își are sediul AIFB.

### Campus nord
Campus North, fostul centru de cercetare nucleară, este situat la 12 kilometri nord de Karlsruhe, în Hardtwald, în zona municipalităților Eggenstein-Leopoldshafen și Linkenheim-Hochstetten. Ocupă o suprafață de doi kilometri pătrați. În 2010 erau aproximativ 3700 aici Oameni ocupați.
Până la începutul anului 2011, deșeurile radioactive provenite din dezmembrări erau depozitate în fabrica de reprocesare din Karlsruhe situată pe Campus Nord. Pentru a converti acest deșeu lichid foarte radioactiv, cu autoîncălzire (cu un total de 16,5 Kilogramele de plutoniu) de la funcționarea fabricii de reprocesare dezafectate într-o formă solidă mai ușor de utilizat, a fost construită instalația de vitrificare Karlsruhe (VEK). „Faza fierbinte” a geamului a fost pusă în funcțiune la mijlocul anului 2009. În jur de 60.000 de tone de deșeuri radioactive de nivel scăzut și mediu sunt depozitate aici, capacitatea maximă de stocare fiind de 80.000 Tone. Institutul pentru Elemente Transuranium (ITU) al Comisiei Europene este, de asemenea, situat pe Campus Nord.

## Profil Academic

### Educație
În primele semestre ale unui curs la KIT, educația tinde să fie orientată pe teorie, cu o concentrare ridicată pe matematică pentru cursurile de inginerie și științe naturale. În ultimele semestre studenții au opțiunea de a alege între subiecte practice și teoretice.
Începând cu semestrul de iarnă 2008/2009, KIT a finalizat tranziția de la diplome la diplome de licență și masterate. Studenților deja înscriși pentru o diplomă, când a început tranziția, li s-a permis să-și termine studiile, dar noilor studenți li se permite să aplice doar pentru o diplomă de licență sau master.
Politicile de admitere diferă între departamente. În timp ce studenții sunt aleși în funcție de calitatea diplomei școlare și de activitățile lor extrașcolare pentru cursuri precum inginerie industrială și management (27 % din admiteri în 2008), alte departamente ca de exemplu fizica, informatica sau meteorologia nu preselectează pentru cursurile lor. Toate cursurile necesită însă un număr minim de examene promovate, numite Orientierungsprüfungen sau evaluări de orientare, în primele trei semestre, înainte ca studenții să aibă voie să-și continue studiile mai departe. Există o rată semnificativă de abandon universitar în unele studii de licență la inginerii datorită programului de studiu exigent în primele semestre.
Zentrum für Angewandte Kulturwissenschaft und Studium Generale (Centrul de cultură aplicată și studii generale) a fost înființat în 1989 ca instituție centrală pentru a sprijini studenții angajați în studii interdisciplinare. În prezent, oferă calificări specializate în domeniile „Leadership și Antreprenoriat”, „Media - Cultură - Comunicare”, „Internaționalizare și luare de decizii și responsabilitate interculturală”, „Managementul diversității” și „Studii europene de integrare și identitate”, precum și studiul general clasic. Există, de asemenea, posibilitatea unui studiu concomitent în știința culturii aplicate.

## Predarea

### Facultăți
Universitatea are 11 facultăți, care oferă 43 de programe de diplomă:
- Matematică
- Fizică
- Chimie și Științe ale vieții
- Stiințe sociale
- Arhitectură
- Inginerie civilă, științe ale pământului și ale mediului
- Inginerie Mecanică
- Ingineria chimică și ingineria proceselor
- Inginerie electrică și informatică
- Informatică
- Economie

### Institute
Există 148 Institute, inclusiv:
- Institutul pentru gestionarea deșeurilor nucleare[36]
- Institutul pentru Dezvoltarea Produselor
- Institutul pentru evaluarea tehnologiei și analiza sistemelor
- Centrul de calcul Steinbuch (SCC)

Cele mai mari programe de studii cu admitere restricționată în raport cu numărul de locuri pe an includ diploma de licență în inginerie mecanică (525), inginerie industrială (505), informatică de afaceri (167), arhitectură (156), biologie (120) și mecatronică și tehnologia informației (100), precum și masteratul în inginerie industrială (335), informatică (253) și inginerie electrică și tehnologia informației (230). Ingineria civilă, fizica și ingineria chimică și de proces sunt cele mai mari cursuri de licență fără admitere la KIT.

## Viața de student

### Grupuri universitare și grupuri de lucru
Pe lângă grupurile universitare politice, KIT are și grupuri universitare internaționale, culturale, ecologice, religioase, sociale, sportive, legate de cursuri și tehnice.
De asemenea, mai există și o serie de grupuri de lucru în corpul studențesc de voluntariat.

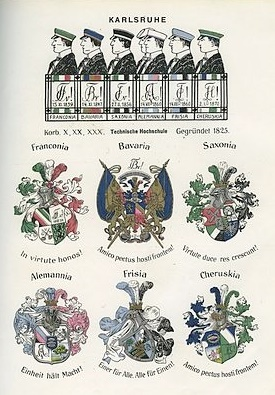
Karlsruher Senioren Convent (1927)

### Căminele studențești
Karlsruher Studierendenwerk administrează 22 de cămine studențești pentru studenții din toate universitățile din Karlsruhe și Pforzheim. Aceste rezidențe studențești oferă împreună 2786 locuri de cămin.
În plus, există cinci cămine autogestionate, care sunt independente de Studentenwerk. Patru sunt sponsorizate de asociația căminelor studențești din Institutul de Tehnologie Karlsruhe e. V.. Acestea sunt Hans-Dickmann-Kolleg (HaDiKo) cu 999 de camere, Hans-Freudenberg-Kolleg (HFK) cu 100 de camere, Kolleg am Ring (KAR) cu 34 de camereși Insterburg cu 144 de camere. Hermann-Ehlers-Kolleg (HEK) cu 150 de camere este condus de reședința de studenți protestanți Karlsruhe e. V. și este în mare parte autoadministrat de elevi.
Mai există și rezidențe studențești administrate de alți furnizori. Majoritatea asociațiilor studențești pun la dispoziția studenților camere sau apartamente.

### Asociații studențești
Cea mai veche asociație studențească încă existentă din oraș, Corpul Franconia Karlsruhe, a fost înființată în 1839. Karlsruhe Burschenschaft Teutonia a fost înființată în octombrie 1843 ca prima fraternitate la o universitate tehnică din Germania. Celelalte corpuri, echipele de țară și asociațiile de gimnastică au luat ființă între 1856 și 1894; cea mai tânără echipă de țară a fost fondată în 1920. Astăzi în Karlsruhe sunt peste 30 de asociații studențești.

## Cercetare și inovare
Până la jumătatea anului 2012, KIT a fost selectat ca viitor concept de inițiativa de excelență și una dintre cele trei universități care au fost deja selectate în prima rundă a procedurii de atribuire. Din noiembrie 2006 timp de 5 ani la rând KIT a fost finanțat cu 20 de milioane de euro pe an, pentru a-și extinde cercetările. A primit finanțare în fiecare dintre liniile de finanțare pentru școlile postuniversitare și grupurile de excelență. În 2018, proiectul comun de cercetare „Depozitarea energiei dincolo de litiu - noi concepte de stocare pentru un viitor durabil” Universității din Ulm și al Institutului de Tehnologie Karlsruhe (KIT) din 2019 până în 2025 a fost selectat pentru finanțare în „Cluster liniei de finanțare a Excelenței”.

### Finanțare
Conform propriilor declarații (2018), KIT este finanțat în principal de programe federale, fondurile de stat sunt secundare, iar fondurile terților reprezintă cea mai mare parte.

### Programe de cercetare
- Energie regenerabila
- Fuziune nucleară
- Cercetări privind securitatea nucleară
- Tehnologie, inovație și societate și analiză a sistemului energetic (a se vedea Institutul pentru evaluarea tehnologiei și analiza sistemelor)
- Atmosfera și clima
- Calcul științific și calcul de rețea[51][52]
- Nano și microsisteme (vezi Institutul pentru Nanotehnologie)
- Bio-interfețe
- Fizica elementară a particulelor
- Fizica astroparticulelor
- Sursă de radiație sincrotronă ANKA
- Poziția Bertolt Brecht

### Programul de cercetare aplicată efeuCampus
KIT este partener al viitorului proiect de logistică a bunurilor urbane și autonome finanțat de statul Baden-Württemberg și Uniunea Europeană, efeuCampus din Bruchsal. La Institutul pentru manipularea materialelor și sistemele de logistică (IFL), sunt dezvoltate sisteme de manipulare a materialelor pentru intralogistică pentru proiectul de cercetare, care sunt utilizate pentru interacțiuni robotice mobile și om-mașină. În cadrul proiectului, se dezvoltă algoritmi de localizare și navigare pentru un mediu urban cu ajutorul cărora vehiculele pot naviga independent pe baza datelor laser și video.

### Cercetare militară / Clauză civilă
Subiectul cercetării militare și / sau al cercetărilor militare a fost deosebit de controversat în perioada cu puțin înainte de înființarea KIT. În Campusul Nord, fostul FZK, a existat întotdeauna o clauză civilă care interzice orice cooperare cu instituțiile militare. În Campus Sud, fosta Universitate din Karlsruhe, această clauză nu se aplică, ceea ce practic permite cooperarea cu cercetarea militară.

## Reputație și Ranking
Ca parte a inițiativei de excelență din 2006, KIT a fost selectată în așa-numitele universități de elită, alături de LMU și TU München. În cea de-a treia rundă de premii din 2012, KIT a câștigat două școli postuniversitare. În septembrie 2018, când au fost acordate clusterele de excelență în cadrul strategiei de excelență federale și de stat, KIT a reușit din nou să se clasifice cu cele două clustere de excelență „3D Designer Materials - 3D Matter Made to Order” (în cooperare cu Universitatea din Heidelberg) și „Stocare energiei de litiu - Noi concepte pentru un viitor durabil” (în cooperare cu Universitatea din Ulm) în runda finală. Astfel, KIT avea dreptul să depună o cerere ca universitate de excelență. Ca parte a deciziei din Strategia de excelență, KIT a reușit în Iulie 2019 să se impună pentru linia de finanțare ca „Universitate de excelență” cu aplicația sa „Universitatea de cercetare în Asociația Helmholtz | Living the Change” și a devenit astfel una dintre cele 10 universități din Germania cărora li s-a acordat titlul de „Universitate de excelență”.

### Ranking privind cercetarea și predarea
În clasamentul global U-Multirank 2019, sponsorizat de UE, KIT este listat în toate categoriile pe locul 57 dintr-un total de 1610 universități la nivel mondial. La nivel național în Germania, KIT a obținut astfel locul 1 din 99 de universități studiate. Următoarele universități în Ranking sunt LMU München, HU Berlin și TU München. În U-Multirank 2020, KIT a reușit să ocupe primul loc printre universitățile germane.
În Clasamentul de performanță al lucrărilor științifice pentru universitățile mondiale (Ranking NTU), în care performanța de cercetare a universităților din întreaga lume este măsurată pe baza publicațiilor științifice, atât în 2020 cât și în anii anteriori KIT ocupă prima poziție din Germania în domeniile de cercetare atât ale ingineriei, cât și ale științelor naturale. În domeniul științelor naturii, KIT ocupă locul 70 la nivel mondial. Universitatea din Heidelberg (locul 71), Universitatea Tehnică din München (locul 83), Universitatea din München (locul 87) și Universitatea RWTH Aachen(locul 109) urmează în celelalte rânduri. În domeniul ingineriei, KIT ocupă locul 101 la nivel mondial. Din perspectiva germană, primele 5 sunt completate de RWTH Aachen (locul 110), Universitatea Tehnică din München (locul 117), Universitatea de Tehnologie din Dresda (locul 132) și Universitatea Erlangen-Nürnberg (locul 154).
În Indexul naturii (1 noiembrie 2019 - 31 octombrie 2020), care măsoară puterea științifică a diferitelor instituții pe baza publicațiilor din 82 de reviste științifice de înaltă calitate publicate de Nature Research, KIT ocupă primul loc printre universitățile din Germania în domeniul științelor fizice iar în întreaga lume, KIT ocupă locul 45. La nivel național în Germania, urmează Universitatea Tehnică din München, Universitatea Tehnică din Dresda, LMU München și Universitatea Johannes Gutenberg din Mainz  pe rândurile 2 până la 5.
În clasamentul QS World University, Institutul de Tehnologie Karlsruhe a ajuns în clasamentul Top100 în 2016 ca cele mai bune universități din lume (93) în domeniile științelor naturale „fizică și astronomie” (23) și în „științele materialelor” (40).Potrivit clasamentului, KIT este una dintre cele mai bune universități tehnice din Europa. În clasamentul QS World University Rankings by Subject 2018, care este împărțit în grupuri și subiecte specializate, KIT ocupă locul 37 (2016: 34; 2017: 29) în „Engineering & Technology” în domeniul „Științelor naturii” “(germană: inginerie și tehnologie) a ajuns pe locul 51 (2016: locul 62; 2017: locul 38). În plus, există nouă subiecte individuale care au reușit să se plaseze în primele 100 din lume. În general, KIT este chiar printre primele 5 dintre cele mai bune universități germane la zece discipline individuale.
KIT atinge, de asemenea, poziții top și în CHE-Ranking(Clasament universități germane). Practic, toate programele de inginerie se regăsesc în topul clasamentului. În 2016, disciplina de inginerie mecanică a obținut prima poziție în 11 din 13 categorii. În ceea ce privește ingineria electrică și tehnologia informației, s-a obținut prima poziție în 8 din 13 categorii în același an. În 2017, departamentul ingineriei industriale a reușit să ocupe primul loc în 13 din 20 de categorii (mai multe poziții de top decât orice altă universitate germană din acest domeniu). În 2018, KIT a obținut prima poziție în 8 din 12 categorii la informatică, la chimie de asemena prima poziție în 5 din 7 categorii. În clasamentul masteratului CHE 2020/21, cele două cursuri de masterat „Inginerie industrială” și „Informatică de afaceri” s-au numărat printre primele 3 din țările vorbitoare de limbă germană.

### Rankinguri din perspectiva angajatorului
În clasamentul revistei Wirtschaftswoche, în contextul căruia factorii de ranking se bazează pe răspunsurile companiilor despre absolvenți, KIT se clasează în mod regulat printre primele 3 la subiectele de inginerie electrică, informatică, inginerie mecanică și inginerie industrială. Poziția de vârf este adesea atinsă, în special în domeniul informaticii.
În QS Graduate Employability Rankings 2017, care urmează o abordare similară cu clasamentul Wirtschaftswoche la nivel global, KIT ocupă locul 20 la nivel mondial. Astfel, ocupă primul loc în Germania și al cincilea în Europa. În același clasament pentru 2018, KIT a reușit să-și apere poziția de top în Germania și să își extindă în continuare avantajul asupra celorlalte universități germane.
Potrivit unui studiu din 2015, KIT a produs cel mai mare număr de manageri de top printre universitățile germane, cu 24 de membri în Consiliulul de administrație din cele mai mari 100 de companii germane. Universitatea din Köln (17), RWTH Aachen (17), Universitatea din Mannheim (13) și Universitatea Ludwig Maximilians din München (13) urmează pe celelalte locuri.
Ca parte al 7-lea Raport al consiliului Dax din 2018 au fost comparate studiile membrilor consiliului DAX. Potrivit acestuia, KIT și Universitatea Ludwig Maximilians din München, au fiecare cu 6 absolvenți membri ai consiliilor de administrație ale companiilor din indicele de referință german urmând apoi RWTH Aachen și Universitatea din Hanovra (fiecare cu 5 absolvenți). Au urmat TU Darmstadt și Universitatea din Köln cu câte 4 absolvenți.

## Facilități și structuri

### Biblioteca KIT

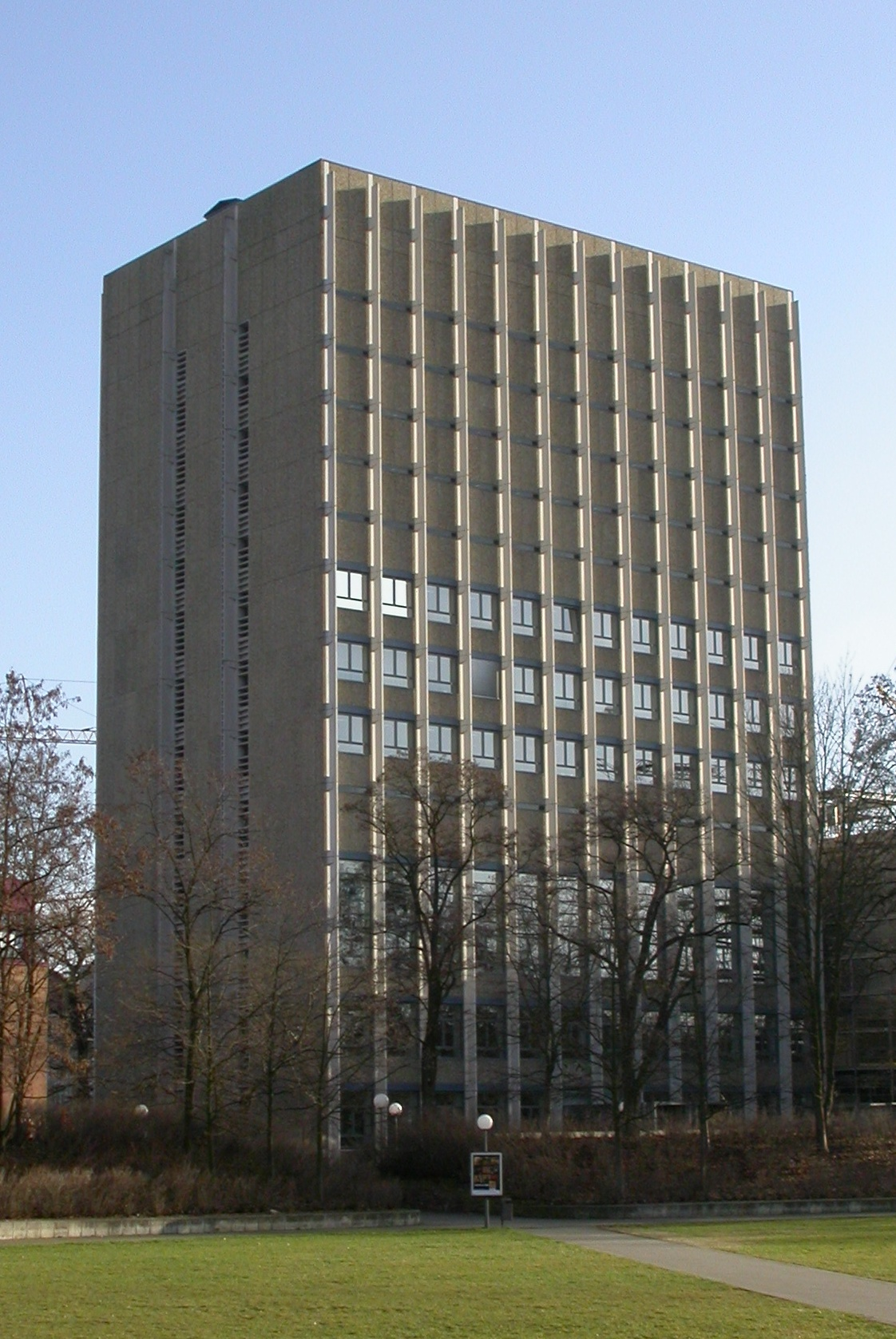
Biblioteca universității

Biblioteca KIT este biblioteca centrală a Institutului de Tehnologie Karlsruhe. Cele două biblioteci centrale de la Campus Nord (CN) și Campus Sud (CS) oferă o colecție interdisciplinară de peste două milioane de cărți, rapoarte de cercetare și 28.000 de reviste în format tipărit și electronic pentru studenți și cercetători. Accentul tehnic al bibliotecii KIT se pune pe științele naturii și ingineriei.
Majoritatea cărților și revistelor sunt accesibile în mod liber și pot fi utilizate 24 de ore pe zi (bibliotecă 24 de ore pe CS) sau până la miezul nopții (Universitatea de Științe Aplicate Karlsruhe) și pot fi împrumutate și returnate prin sisteme de autorezervare; Literatura care nu este disponibilă la fața locului poate fi obținută la cerere prin intermediul serviciilor de livrare a documentelor. Sunt disponibile peste 1.000 de spații de lectură în rețea, echipate modern.
În 1995/96, cu sprijinul Facultății de Informatică din biblioteca KIT, a fost creat meta-motorul de căutare Karlsruhe Virtual Catalog (KVK), care a servit drept șablon pentru alte meta-cataloage.

### Centrul de calcul Steinbuch
Centrul de calcul Steinbuch (SCC), numit după Karl Steinbuch, a fost format în 2008, când principalele instalații de Calculatoare ale Universității din Karlsruhe au fuzionat cu cele de la Forschungszentrum Karlsruhe. Acesta este responsabil pentru conectivitatea IP a universității și oferă servicii online centrale (Email, web, management campus) pentru studenți și angajați. SCC oferă studenților 10 săli de calculatoare complet echipate, un birou de imprimare profesional și o rețea wireless care oferă acces la întreaga zonă a campusului. Unele departamente, cum ar fi Informatica, fizica și matematica, își gestionează propriile facilități de calculatoare.
SCC operează unele dintre cele mai rapide computere din Germania:
- HP XC3000 (334 noduri cu 8 nuclee fiecare, 27,04 TFLOPS)

- HP XC4000 (750 de noduri cu câte 4 nuclee fiecare, 15,77 TFLOPS)

- un cluster cumpărat de o corporație de institute care reprezintă diferite discipline (200 de noduri cu câte 8 nuclee fiecare, 17,57 TFLOPS)

- cele două calculatoare paralele vectoriale NEC SX-8R și NEC SX-9

La 2 august 1984, Michael Rotert, cercetător la Universitatea din Karlsruhe, a primit primul e-mail trimis vreodată în Germania, la adresa sa rotert %germany@csnet-relay.csnet.
GridKa rulează distribuția Rocks Cluster Distribution Linux pentru supercomputere.

### Centrul pentru inovare și antreprenoriat (CIE)

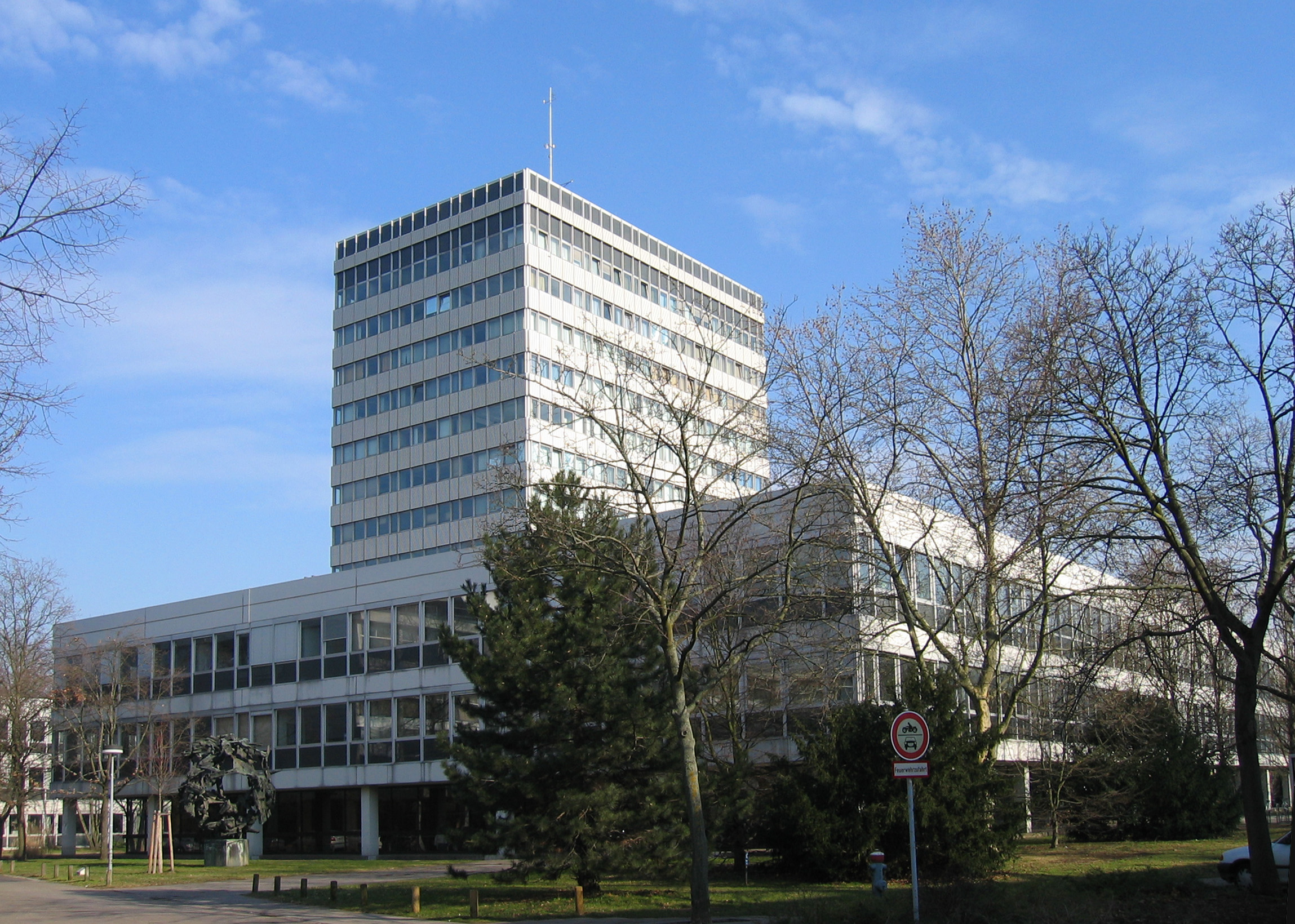
Facultatea de fizică

CIE este o platformă antreprenorială pentru studenți, oameni de știință și absolvenți ai KIT, regiunii tehnologice Karlsruhe și a altor instituții de conducere din Germania și din străinătate care sunt interesați să înființeze o companie. Platforma CIE se dezvoltă într-un club de start-up în care tinerii antreprenori se ajută reciproc să aibă succes. Fondatorii în devenire sunt consultați pentru ideile lor inițiale, se dezvoltă conceptele de afaceri și se caută de altfel cofondatori, investitori sau Business angels.
Fondată în 2008 de antreprenorii și absolvenții Universității din Karlsruhe (TH) Christian Schwarzkopf și Tim Lagerpusch, oferă o gamă largă de servicii, de la consultanță și dezvoltare de concepte la furnizarea și finanțarea infrastructurii. În plus, CIE oferă un birou de start-up în care șapte echipe fondatoare au în prezent posibilitatea de a continua să lucreze la ideea lor timp de aproximativ șase luni.
Serviciile CIE sunt gratuite pentru fondatori. Accentul principal al tuturor activităților CIE este construirea unui club de start-up plin de viață ai cărui membri vor continua să se consilieze și să se sprijine reciproc în viitor. În caz de succes economic, este de așteptat ca fondatorii să susțină financiar clubul și să fie gata să ofere servicii pentru promovarea generațiilor viitoare de fondatori.
Ca proiect KIT, CIE este susținut financiar de Ministerul Federal al Economiei și Tehnologiei și Fondul Social European. Mai mult, CIE lucrează îndeaproape cu cele două grupuri universitare PionierGarage și Business Masters.

### KIT incubator de înaltă tehnologie
Incubatorul de înaltă tehnologie KIT a fost conceput și implementat ca parte a fundației KIT. Este situat în clădirea 717 din campusul de nord al KIT. În timp ce pe aproximativ 30% din spațiul clădirii se desășoară activitățile de bază pentru cercetarea bateriilor, iar 20% sunt ocupate de o catedră în domeniul tehnologiei filmelor subțiri, a doua jumătate (800 m²) este rezervată exclusiv pentru proiectele de Start-Up. 
Astăzi, diverse companii se află în faza de pornire și de creștere; pe lângă diverse dezvoltări tehnologice, au fost dezvoltate domeniile litografiei cu laser și noile materiale optoelectronice pentru OLED și fotovoltaice organice (OPV) până la maturitate pe piață.

### Săli de curs
Cea mai mare sală de curs din KIT este Audimax (Auditorium maximum), care a fost deschisă în 2002 și are 734 de locuri. În spatele ei se află sala de curs Gerthsen cu 705 de locuri. În total, campusul are mai mult de 50 de săli de curs.

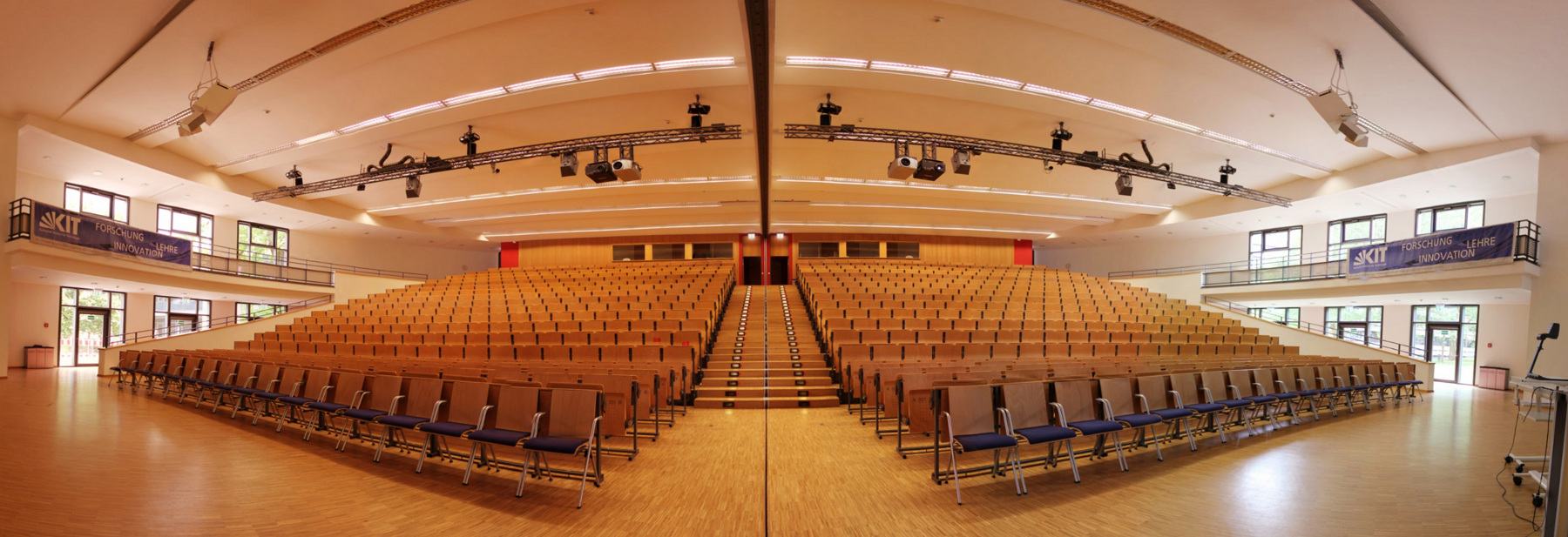
Panorama sălii de curs Audimax

## Personalități și descoperiri

### Câștigători al Premiului Nobel
6 câștigători ai Premiului Nobel au studiat, au predat sau au cercetat la organizațiile lor predecesoare - și anume TH Karlsruhe și Universitatea din Karlsruhe:

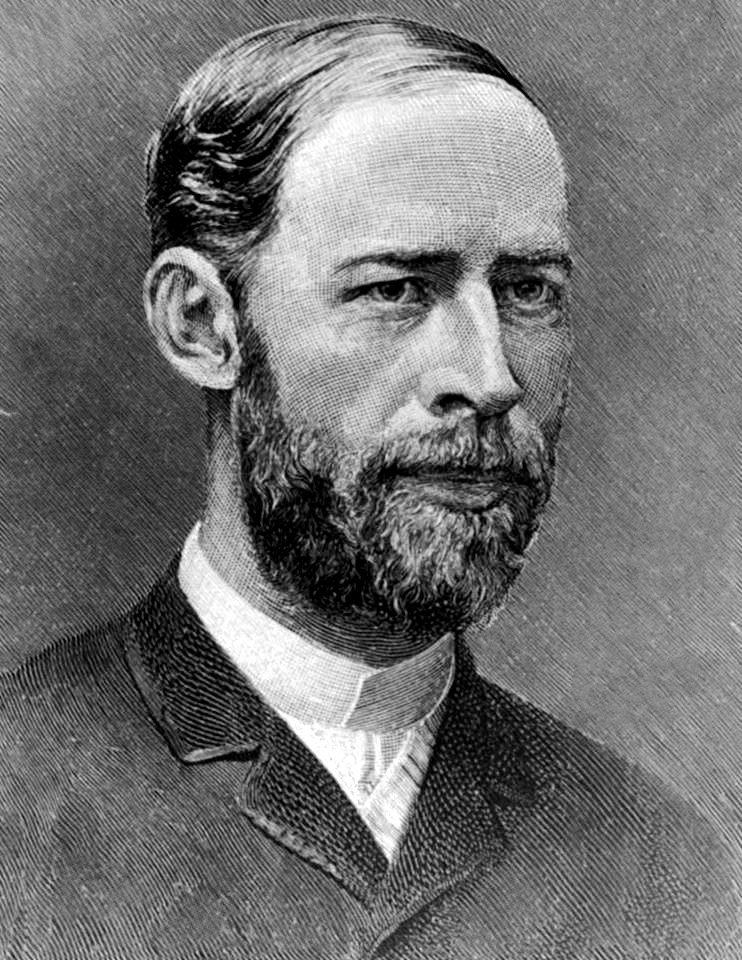
Heinrich Hertz a descoperit la universitatea din Karlsruhe existența undelor electromagnetice.

- Ferdinand Braun (1850–1918) - profesor la Karlsruhe (1883–1887) - Premiul Nobel pentru fizică (1909 cu Guglielmo Marconi) pentru contribuția sa la dezvoltarea telegrafiei fără fir
- Fritz Haber (1868-1934) - profesor la Karlsruhe (1906-1911) - Premiul Nobel pentru chimie (1918) pentru sinteza catalitică a amoniacului din elementele sale azot și hidrogen
- Lavoslav Ružicka (1887–1976) - a studiat la Karlsruhe - Premiul Nobel pentru chimie (1939 împreună cu Adolf Butenandt) pentru munca sa despre polimetilenă și compuși terpenici superiori
- George de Hevesy (1885–1966) - a studiat la Karlsruhe - Premiul Nobel pentru chimie (1943) pentru munca sa privind utilizarea izotopilor ca indicatori în studiul proceselor chimice
- Hermann Staudinger (1881-1965) - profesor asociat la Karlsruhe (1907-1912) - Premiul Nobel pentru chimie(1953) pentru descoperirile sale în domeniul chimiei macromoleculare
- Jean-Marie Lehn (* 1939) - Director al Institutului din Karlsruhe (1998–?) - Premiul Nobel pentru chimie (1987 cu Donald J. Cram și Charles Pedersen) pentru dezvoltarea și utilizarea moleculelor cu interacțiune specifică structurii de selectivitate ridicată și studiul moleculelor din sinteza criptanzilor.

## Studenți renumiți

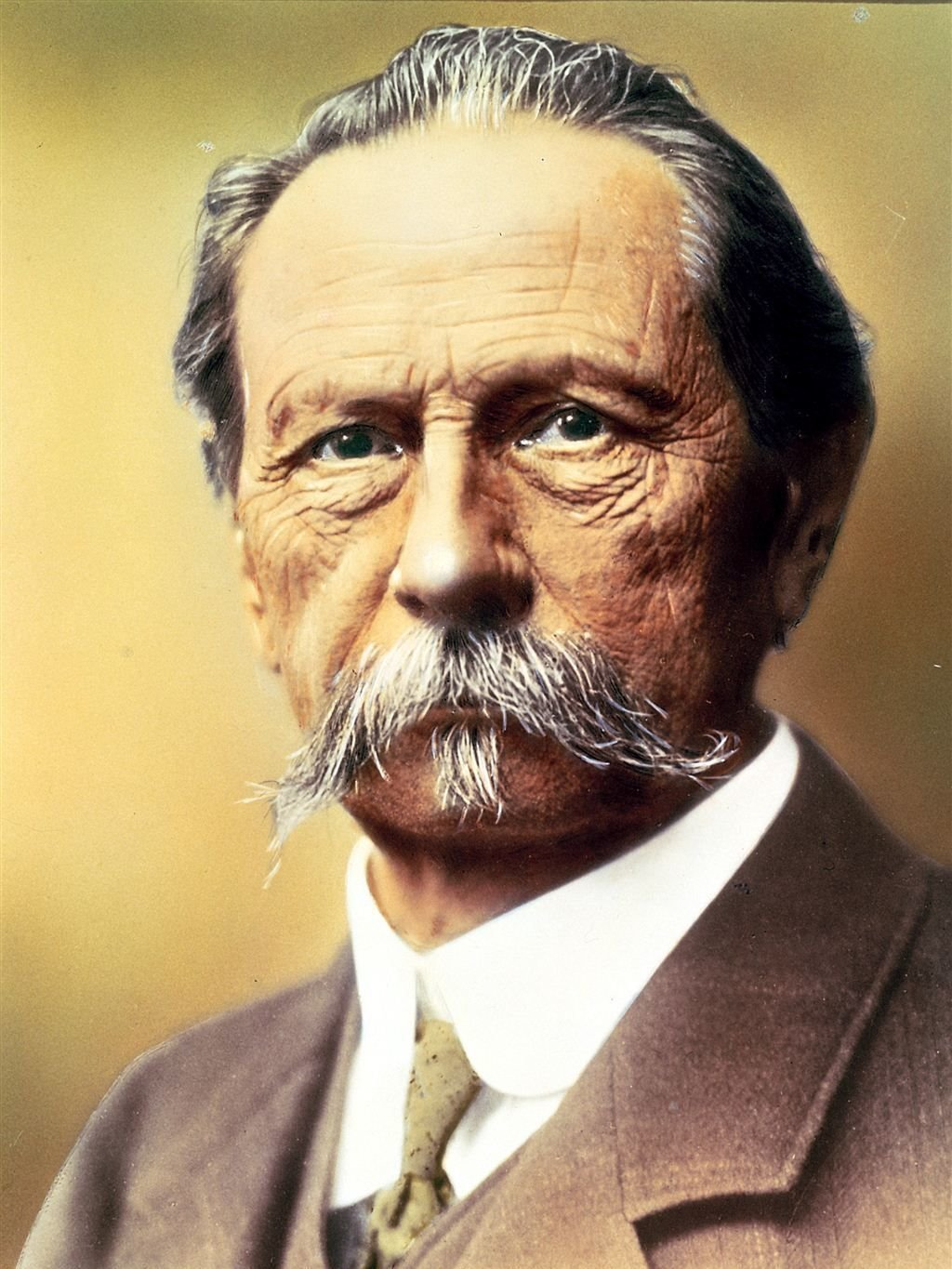
Carl Benz a absolvit studiul la TH Karlsruhe (1861 - 1864).

| Departament                                   | Nume                                                                                             |
| --------------------------------------------- | ------------------------------------------------------------------------------------------------ |
| Arhitectură                                   | Oswald Mathias Ungers, Albert Speer                                                              |
| Geologie și Ecologie                          | Robert Gerwig, Dieter Ludwig                                                                     |
| Inginerie mecanică                            | Carl Benz, Emil von Škoda (Škoda), Bernhard Howaldt, Franz Reuleaux, August Thyssen, Roland Mack |
| Matematică                                    | Fritz Noether                                                                                    |
| Fizică                                        | Johann Jakob Balmer, Fritz-Rudolf Güntsch, Edward Teller, Klaus Tschira, Bernd Schmidbauer       |
| Inginerie electrică și Tehnologia informației | Rolf Wideröe, Dieter Zetsche, Hasso Plattner, Dietmar Hopp                                       |
| Inginerie economică                           | Michael Rogowski                                                                                 |

## Rectori
- 1857-1862 Prof. Ferdinand Redtenbacher (director)

În anul 1895/1896 s-a schimbat funcția de director în cea de rector.
- 1895/1896 Prof. Reinhard Baumeister
- 1958–1961 Prof. Dr.-Ing. Hans Leussink
- 1968–1983 Prof. Dr. Dr.-Ing. h. c. Heinz Draheim
- 1983–1994 Prof. Dr. Dr. h.c. Heinz Kunle
- 1994–2002 Prof. Dr. Sigmar Wittig
- 2002– Prof. Dr. sc. teh. Horst Hippler
- 2013-prezent  Prof. Dr.-Ing. Holger Hanselka

## Campus

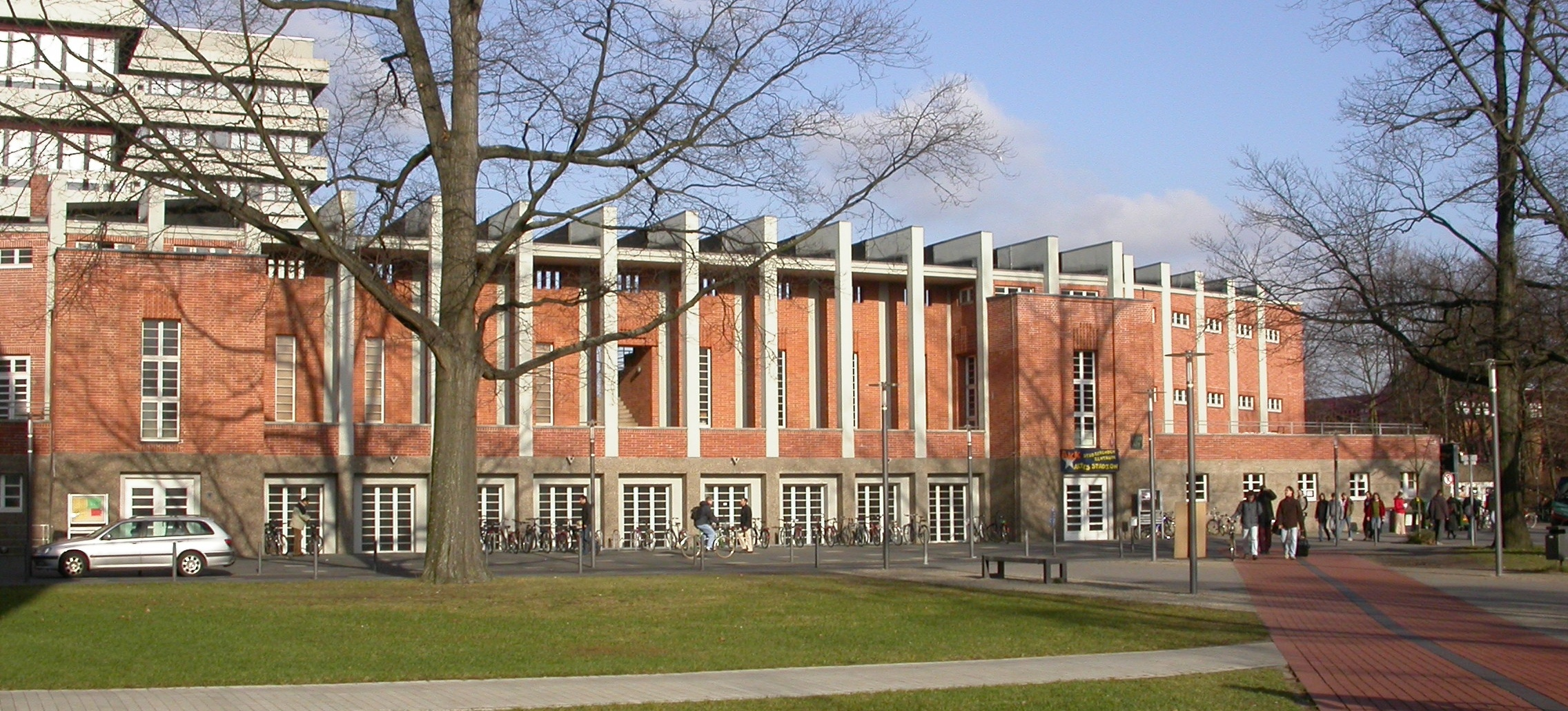
Stadionul vechi

## Literatură
- Klaus-Peter Hoepke: Istoria Fridericiana. Stații din istoria Universității din Karlsruhe (TH) de la înființarea sa în 1825 până în anul 2000. Universitätsverlag Karlsruhe, 2007 ISBN 978-3-86644-138-5 (text integral disponibil Arhivat în 8 ianuarie 2012, la Wayback Machine. online)
- Michael Hartmann: Calea către KIT: de la colaborarea de zeci de ani între Centrul de Cercetare Karlsruhe și Universitatea din Karlsruhe (TH) până la înființarea Institutului de Tehnologie Karlsruhe. O reprezentare bazată pe declarațiile martorilor contemporani. Editura științifică KIT, Karlsruhe 2013, ISBN 978-3-7315-0032-2 (text integral disponibil Arhivat în 12 septembrie 2015, la Wayback Machine. online)

1. ↑  Oberdorf, Iris (PKM) (25 februarie 2021). „KIT - KIT - Organization - Management” (în engleză). www.kit.edu. Accesat în 4 aprilie 2021.
2. ↑  Technologie, Karlsruher Institut fuer (22 februarie 2021). „KIT - Das KIT - Profil - Zahlen, Daten, Fakten” (în germană). www.kit.edu. Accesat în 4 aprilie 2021.
3. ↑  Technologie, Karlsruher Institut fuer (22 februarie 2021). „KIT - Das KIT - Profil - Zahlen, Daten, Fakten” (în germană). www.kit.edu. Accesat în 4 aprilie 2021.
4. ↑  Fehlender Parameter „zugriff“, oder „zugriff-jahr“ (Hilfe) Serviceportal Baden-Württemberg: Karlsruher Institut für Technologie (KIT).
5. ↑  Fehlender Parameter „zugriff“, oder „zugriff-jahr“ (Hilfe) Erste Runde in der Exzellenzinitiative entschieden.  Arhivat în 22 iulie 2019, la Wayback Machine.
6. ↑  Fehlender Parameter „zugriff“, oder „zugriff-jahr“ (Hilfe) Entscheidungen in der Exzellenzstrategie: Exzellenzkommission wählt zehn Exzellenzuniversitäten und einen Exzellenzverbund aus.  Arhivat în 20 iulie 2019, la Wayback Machine.
7. ↑  Fehlender Parameter „zugriff“, oder „zugriff-jahr“ (Hilfe) Ferdinand Redtenbacher: Der Begründer des wissenschaftlichen Maschinenbaus.
8. ↑  Fehlender Parameter „zugriff“, oder „zugriff-jahr“ (Hilfe) Informatik: Bachelor/Master (Studienleitfaden).
9. ↑  Fehlender Parameter „zugriff“, oder „zugriff-jahr“ (Hilfe) Jubiläumsfeier - 40 Jahre Fakultät für Informatik.
10. ↑  Fehlender Parameter „zugriff“, oder „zugriff-jahr“ (Hilfe) Kurze Geschichte der ersten deutschen Internet E-Mail.
11. ↑  Fehlender Parameter „zugriff“, oder „zugriff-jahr“ (Hilfe) Karlsruhe: Von der Fächerstadt zur Startup-Stadt.
12. ↑  Fehlender Parameter „zugriff“, oder „zugriff-jahr“ (Hilfe) Mitbegründer der Informatik: Zum 100. Geburtstag von Karl Steinbuch.
13. ↑  Ulrich Pfammatter: Die Erfindung des modernen Architekten: Polytechnische und industrielle Ausbildung für Architekten und Ingenieure – Ein Kapitel Baugeschichte. 1. Aufl., Birkhäuser Verlag, Basel / Boston / Berlin 1997, ISBN 978-3-7643-5473-2, S. 228.
14. ↑  Ulrich Pfammatter: Die Erfindung des modernen Architekten: Polytechnische und industrielle Ausbildung für Architekten und Ingenieure – Ein Kapitel Baugeschichte. 1. Aufl., Birkhäuser Verlag, Basel / Boston / Berlin 1997, ISBN 978-3-7643-5473-2, S. 232 ff.
15. ↑  Peter Liptau: Elsässische Studenten an deutschen Bildungseinrichtungen – Eine Betrachtung am Beispiel Karlsruhe. Straßburg 2015, ISSN 2417-1581
16. 1 2  Fehlender Parameter „zugriff“, oder „zugriff-jahr“ (Hilfe) Klaus-Peter Hoepke et al.: Geschichte der Fridericiana. Stationen in der Geschichte der Universität Karlsruhe (TH) von der Gründung 1825 bis zum Jahr 2000. Universitätsverlag Karlsruhe, 2007, S. 72, 83..
17. ↑  Fehlender Parameter „zugriff“, oder „zugriff-jahr“ (Hilfe) Das Karlsruher Institut für Technologie: Erfahren und erfolgreich in Lehre und Forschung.
18. ↑  Hans-Wolf Thümmel: Carl Benz und die Technische Hochschule Karlsruhe. In: Fridericiana – Zeitschrift der Universität Karlsruhe. Heft 38, Juni 1986, S. 29, online auf mach.kit.edu, abgerufen am 23. Januar 2017 (PDF; 15,3 MB).
19. ↑  Bernd Reinhoffer: Heimatkunde und Sachunterricht im Anfangsunterricht – Entwicklungen, Stellenwert, Tendenzen. Dissertation. Klinkhardt, Bad Heilbrunn 2000. ISBN 3-7815-1084-0. Auf Books.Google.fr (Digitalisat), abgerufen am 2. November 2019.
20. ↑  Fehlender Parameter „zugriff“, oder „zugriff-jahr“ (Hilfe) „Neues Signet“ der Universität Karlsruhe (TH). In: 150 Jahre Universität Karlsruhe, Das Jubiläumsjahr in Wort und Bild. 1976, S. 176.. (PDF; 6,2 kB)
21. ↑  Fehlender Parameter „zugriff“, oder „zugriff-jahr“ (Hilfe) Der Rechenschaftsbericht des Personalrats für das Jahr 2005. In: Webseite der Universität Karlsruhe. Personalrat der Universität Karlsruhe. Archiviert vom Original am 2007-01-06.. (PDF; 90 kB)
22. ↑  Fehlender Parameter „zugriff“, oder „zugriff-jahr“ (Hilfe) Forschungsuniversität – gegründet 1825: mit diesem neuen Namenszusatz unterstreicht die Universität Karlsruhe ihre Forschungsstärke. In: Webseite der Universität Karlsruhe.
23. ↑  Fehlender Parameter „zugriff“, oder „zugriff-jahr“ (Hilfe) Universität Karlsruhe führt neuen Namen – Fridericiana positioniert sich als Forschungsuniversität. In: Abitur-und-Studium.de.
24. ↑  § 21 Absatz 2 des Gesetzes zur Zusammenführung der Universität Karlsruhe und der Forschungszentrum Karlsruhe GmbH im Karlsruher Institut für Technologie. Auf Landesrecht-BW.de, abgerufen am 23. Januar 2017.
25. ↑  Fehlender Parameter „zugriff“, oder „zugriff-jahr“ (Hilfe) Christian Schwägerl: Elite-Institut KIT: „Aus Partnern wird eine Einheit“. In: Frankfurter Allgemeine Zeitung. 2006-11-22..
26. ↑  Fehlender Parameter „zugriff“, oder „zugriff-jahr“ (Hilfe) Christian Schwägerl: Elite-Institut KIT: „Aus Partnern wird eine Einheit“. In: Frankfurter Allgemeine Zeitung. 2006-11-22..
27. ↑  Fehlender Parameter „zugriff“, oder „zugriff-jahr“ (Hilfe) Massachusettch? Massasusettschs? Massachusetts? Sagen Sie doch einfach Karlsruhe.. YouTube-Video, 2009-10-13..
28. ↑  Fehlender Parameter „zugriff“, oder „zugriff-jahr“ (Hilfe) Anfahrt und Anschrift. KIT..
29. ↑  Fehlender Parameter „zugriff“, oder „zugriff-jahr“ (Hilfe) Anfahrt und Anschrift. KIT..
30. ↑  Fehlender Parameter „zugriff“, oder „zugriff-jahr“ (Hilfe) Das KIT – Daten und Fakten.  Archiviert vom Original am 2010-08-26.
31. ↑  Badische Neueste Nachrichten, Karlsruhe, Ausgabe vom 11. März 2011, „Aus der Region“
32. ↑   (PDF) http://www.kit.edu/lehre/downloads//KIT%20ALLGEMEIN%20Zulassungsergebnisse.pdf. Lipsește sau este vid: |title= (ajutor)
33. ↑   https://web.archive.org/web/20090705233720/http://www.zak.uni-karlsruhe.de/. Arhivat din original la 5 iulie 2009. Accesat în 4 aprilie 2021. Lipsește sau este vid: |title= (ajutor)
34. ↑   https://web.archive.org/web/20060703121018/http://www.zak.uni-karlsruhe.de/21.php. Arhivat din original la 3 iulie 2006. Accesat în 4 aprilie 2021. Lipsește sau este vid: |title= (ajutor)
35. ↑  Fehlender Parameter „zugriff“, oder „zugriff-jahr“ (Hilfe) Die Institute des KIT.
36. ↑  Institut für nukleare Entsorgung
37. ↑  Fehlender Parameter „zugriff“, oder „zugriff-jahr“ (Hilfe) ZZVO Universitäten 2019/20. landesrecht-bw.de, 2019-11.. (de)
38. ↑  Fehlender Parameter „zugriff“, oder „zugriff-jahr“ (Hilfe) Studierendenstatistiken.
39. ↑  Liste der beim AStA registrierten Hochschulgruppen Arhivat în 27 martie 2021, la Wayback Machine., AStA am KIT, Abgerufen am 24. Juli 2017.
40. ↑   https://www.asta-kit.de/de/engagier-dich/arbeitskreise. Lipsește sau este vid: |title= (ajutor)
41. ↑   https://www.asta-kit.de/de/studierendenschaft/satzung#x1-11000j. Lipsește sau este vid: |title= (ajutor)
42. ↑  Fehlender Parameter „zugriff“, oder „zugriff-jahr“ (Hilfe) Info der Wohnheimabteilung / Information from housing department. Studierendenwerk Karlsruhe..
43. ↑  Fehlender Parameter „zugriff“, oder „zugriff-jahr“ (Hilfe) Das Wohnheim. Hans-Dickmann-Kolleg..
44. ↑  Fehlender Parameter „zugriff“, oder „zugriff-jahr“ (Hilfe) Das Hans Freudenberg Kolleg. Hans-Freudenberg-Kolleg.. Arhivat în 2 mai 2017, la Wayback Machine. „copie arhivă”. Arhivat din original la 2 mai 2017. Accesat în 4 aprilie 2021.
45. ↑  Fehlender Parameter „zugriff“, oder „zugriff-jahr“ (Hilfe) Kolleg am Ring – Studentenwohnheim in Selbstverwaltung. Kolleg am Ring.. Arhivat în 5 februarie 2017, la Wayback Machine. „copie arhivă”. Arhivat din original în 5 februarie 2017. Accesat în 4 aprilie 2021.
46. ↑  Fehlender Parameter „zugriff“, oder „zugriff-jahr“ (Hilfe) Die Zimmer und Flure in der Insterburg. Insterburg.. Arhivat în 15 noiembrie 2017, la Wayback Machine. „copie arhivă”. Arhivat din original la 15 noiembrie 2017. Accesat în 4 aprilie 2021.
47. ↑  „Heimselbstverwaltung”. Hermann-Ehlers-Kolleg. Arhivat din original la 7 iunie 2019. Accesat în 7 iunie 2019.
48. ↑  Studentenwohnung. In: Stadtwiki Karlsruhe, abgerufen am 4. Februar 2017.
49. ↑  Technologie, Karlsruher Institut fuer (8 septembrie 2019). „KIT - PI 2018”.
50. ↑  „DFG-Liste der EXC” (PDF). Arhivat din original (PDF) la 24 aprilie 2021. Accesat în 4 aprilie 2021.
51. ↑  Grid Computing Centre Karlsruhe (GridKa) – Deutsches Tier1-Zentrum für den LHC. Arhivat în 25 ianuarie 2020, la Wayback Machine. Auf KIT.edu, abgerufen am 4. Februar 2017.
52. ↑  Grid-Computing – Informationen über GridKa. Arhivat în 27 iunie 2017, la Wayback Machine. Auf GridKa.de, abgerufen am 4. Februar 2017.
53. ↑  „Vollautomatische Paketzusteller im Test“ Arhivat în 19 martie 2020, la Wayback Machine., Südwestrundfunk (SWR), 5. Juli 2019
54. ↑  „EFRE-Programm Baden-Württemberg“[nefuncțională]
 Ministerium für Ländlichen Raum und Verbraucherschutz Baden-Württemberg, abgerufen im März 2020
55. ↑  Arhivat în 100 d.Hr., la www.tagesschau.de Error: unknown archive URL Auf Tagesschau.de, 15. Juni 2012, abgerufen am 15. Juni 2012.
56. ↑  Fehlender Parameter „zugriff“, oder „zugriff-jahr“ (Hilfe) Exzellenzstrategie: KIT mit zwei Exzellenzclustern erfolgreich (KIT-Pressemeldung).
57. ↑  Fehlender Parameter „zugriff“, oder „zugriff-jahr“ (Hilfe) Entscheidungen in der Exzellenzstrategie: Exzellenzkommission wählt zehn Exzellenz-universitäten und einen Exzellenzverbund aus.  Arhivat în 20 iulie 2019, la Wayback Machine.
58. ↑  Fehlender Parameter „zugriff“, oder „zugriff-jahr“ (Hilfe) U-Multirank 2019.  Arhivat în 23 iunie 2021, la Wayback Machine.
59. ↑  Fehlender Parameter „zugriff“, oder „zugriff-jahr“ (Hilfe) U-Multirank 2020 - German Universities in Global Comparison.  Arhivat în 11 ianuarie 2021, la Wayback Machine.
60. ↑  Fehlender Parameter „zugriff“, oder „zugriff-jahr“ (Hilfe) National Taiwan University Performance Ranking of Scientific Papers for World Universities 2020 - Field Natural Sciences.
61. ↑  Fehlender Parameter „zugriff“, oder „zugriff-jahr“ (Hilfe) National Taiwan University Performance Ranking of Scientific Papers for World Universities 2020 - Field Engineering.
62. ↑  Fehlender Parameter „zugriff“, oder „zugriff-jahr“ (Hilfe) Nature Index - Physical Sciences World (1 November 2019 - 31 Oktober 2020).
63. ↑  Fehlender Parameter „zugriff“, oder „zugriff-jahr“ (Hilfe) Nature Index - Physical Sciences Germany (1 November 2019 - 31 Oktober 2020).
64. ↑  Fehlender Parameter „zugriff“, oder „zugriff-jahr“ (Hilfe) QS World University Rankings 2015/2016.
65. ↑  Fehlender Parameter „zugriff“, oder „zugriff-jahr“ (Hilfe) QS World University Rankings by Subject 2017.
66. ↑  Fehlender Parameter „zugriff“, oder „zugriff-jahr“ (Hilfe) QS World University Rankings by Subject 2018.
67. ↑  Fehlender Parameter „zugriff“, oder „zugriff-jahr“ (Hilfe) CHE-Ranking 2016 (KIT-Pressemeldung).
68. ↑  Fehlender Parameter „zugriff“, oder „zugriff-jahr“ (Hilfe) CHE-Ranking 2017 (KIT-Pressemeldung).
69. ↑  Fehlender Parameter „zugriff“, oder „zugriff-jahr“ (Hilfe) CHE-Ranking 2018 (KIT-Pressemeldung).
70. ↑  Fehlender Parameter „zugriff“, oder „zugriff-jahr“ (Hilfe) CHE-Masterranking 2020: KIT top in Wirtschaftsingenieurwesen und Wirtschaftsinformatik (KIT-Pressemeldung).
71. ↑  Fehlender Parameter „zugriff“, oder „zugriff-jahr“ (Hilfe) Uni-Ranking 2012 der Wirtschaftswoche.
72. ↑  Fehlender Parameter „zugriff“, oder „zugriff-jahr“ (Hilfe) Uni-Ranking 2013 der Wirtschaftswoche.
73. ↑  Fehlender Parameter „zugriff“, oder „zugriff-jahr“ (Hilfe) Uni-Ranking 2014 der Wirtschaftswoche.
74. ↑  Fehlender Parameter „zugriff“, oder „zugriff-jahr“ (Hilfe) Uni-Ranking 2015 der Wirtschaftswoche.
75. ↑  Fehlender Parameter „zugriff“, oder „zugriff-jahr“ (Hilfe) Uni-Ranking 2016 der Wirtschaftswoche.
76. ↑  Fehlender Parameter „zugriff“, oder „zugriff-jahr“ (Hilfe) QS Graduate Employability Rankings 2017.
77. ↑  Fehlender Parameter „zugriff“, oder „zugriff-jahr“ (Hilfe) QS Graduate Employability Rankings 2018.
78. ↑  Fehlender Parameter „zugriff“, oder „zugriff-jahr“ (Hilfe) Wo Deutschlands Top-Manager studiert haben.
79. ↑  Fehlender Parameter „zugriff“, oder „zugriff-jahr“ (Hilfe) Wo Deutschlands Top-Manager studiert haben.  Arhivat în 22 ianuarie 2022, la Wayback Machine.
80. ↑   https://web.archive.org/web/20140413141852/http://www.cio.de/knowledgecenter/netzwerk/893341/. Arhivat din original la 13 aprilie 2014. Accesat în 4 aprilie 2021. Lipsește sau este vid: |title= (ajutor)
81. ↑  „Home”.
82. ↑  „PionierGarage - Studentische Entrepreneure in Karlsruhe”.
83. ↑  „Home”.